# ISS (기업)
ISS(영어: Institutional Shareholder Services Inc.)는 미국의 의결권 자문 회사이다. 세계적인 의결권 양대 자문기관 중 하나로 2021년 현재 48%의 시장 점유율을 보이며 2위 경쟁사인 글래스루이스가 약 42%의 시장 점유율을 보이고 있다.
증권 사기 소송 발생 시 수수료 전가 조항에 반대표를 던지도록 권고한 것에 대해 ISS에 대해 비판적인 시각과 규제를 촉구하고 있다.

## 역사
ISS는 1985년에 설립되었다.
디즈니는 주주 제안 마감일이였던 2011년 10월 6일에 CEO와 회장직을 통합하고 CEO/회장의 급여를 인상했다. 이에 따라 ISS는 2012년 연례 회의에서 지명 및 거버넌스 위원회 소속 이사회 구성원 4명에 대한 반대표를 권고했다. 2012년 위임장 대결에서 대형 투자자 칼 아이칸이 제약회사 Forest Laboratories 이사회 이사 후보로 지명한 두 명을 고객에게 추천했다.
2013년 ISS는 고객의 기밀 위임장 투표 정보 보호 실패와 관련된 혐의를 해결을 위해 미국 증권거래위원회에 30만 달러의 벌금을 지급하고, 독립적인 규정 준수 컨설턴트를 고용하기로 합의했다. 코넬 대학교 법학 교수인 린 스타우트는 2014년 뉴욕 타임즈 기고문에 ISS가 미국 주요 기업의 CEO 선출에 막대한 영향력을 행사하며, 이는 미국 경제에도 영향을 미칠 수 있다고 주장했다. 2014년 4월 30일까지 MSCI가 회사를 소유하고 있었으며, 이후 베스타 캐피털 파트너스에 인수되었다.
ISS는 Ethix SRI Advisors를 인수하여 ISS가 유럽으로 사업을 확장하도록 지원했다. Ethix는 인수를 통해 ISS-Ethix로 이름이 변경되었으며 ISS의 지속 가능하고 책임 있는 투자 활동을 주도하게 되었다. 2017년에 ISS의 소유권은 Genstar Capital 로 이전되었다. ISS는 2018년 3월에도 독일 ESG 평가기관인 oekom research AG를 인수한 바 있다. 2020년 11월 도이치 뵈르제는 약 15억 유로에 ISS 지분 대부분을 인수한다고 발표했다.

### 인수
2015년 9월, ISS는 기업 참여, 스크리닝, 모니터링 및 기업 성과 평가 등의 지속 가능하고 책임 있는 투자(SRI) 연구 및 솔루션을 제공하는 Ethix SRI Advisors를 인수했다.
2017년 1월 ESG 리서치, 컨설팅 및 포트폴리오 관리 솔루션을 제공하는 미국 업체인 IW 파이낸셜을 인수했다.
2017년 6월 South Pole Group의 투자 기후 데이터 부문인 Climate Neutral Investments(CNI)를 인수했다.
2018년 2월, ISS는 기업 실적에 대한 현금 흐름 기반 분석 제공업체인 EVA Dimensions를 인수했다.
ISS는 2018년 3월 환경, 사회, 거버넌스(ESG) 등급 및 데이터 제공업체인 oekom AG를 인수했다.
2000년부터 포트폴리오 회사의 ESG 정책, 관행 및 공시를 모니터링하고자 하는 기관 투자자들과 협력해 온 캔버라에 본사를 둔 연구 회사인 CAER을 2019년 2월에 인수했다.
2020년 10월 조직의 사이버 위험 측정, 관리 및 감소 노력에 도움을 주는 FICO Cyber Risk Score Business를 인수했다.
2021년 2월 미국 지방자치단체 시장을 위한 ESG 점수 제공업체인 ACRe Data를 인수했다.